# Vojtěch Jasný

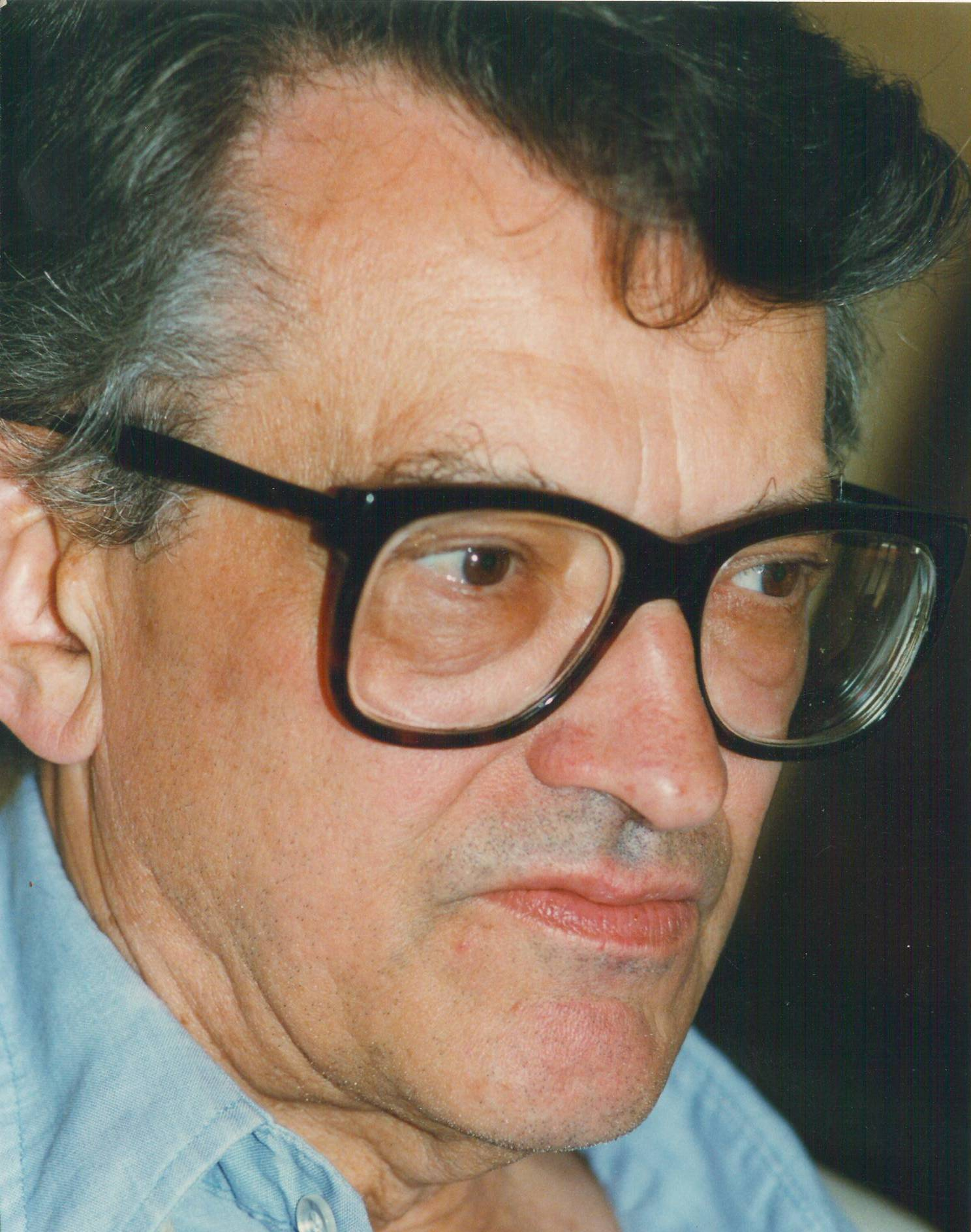
Vojtěch Jasný (1998)

Vojtěch Jasný (* 30. November 1925 in Kelč, Tschechoslowakei; † 15. November 2019 in Přerov, Tschechien) war ein tschechoslowakischer bzw. tschechischer Regisseur und Drehbuchautor.

## Leben
Vojtěch Jasný belegte ein Studium der Philosophie und russischen Literatur an der Karls-Universität Prag und von 1946 bis 1951 studierte er Kamera und Regie an der Filmfakultät der Akademie der musischen Künste in Prag. Von 1951 bis 1956 arbeitete er im Filmstudio der Armee.
Von 1956 bis 1970 war er Autor und Regisseur des Filmstudios Barrandov und des Fernsehens.
1970 emigrierte Jasny aus politischen Gründen aus der Tschechoslowakei, ging zunächst über Jugoslawien nach Österreich, wo er die österreichische Staatsbürgerschaft verliehen bekam, und lebte und lehrte danach in New York. Am Burgtheater in Wien arbeitete er zeitweise als Theaterregisseur. Im Jahr 1989 kehrte er im Zuge der Samtenen Revolution nach Prag zurück.
In den 1970er Jahren wurde Jasný durch Literaturverfilmungen  zweier Bücher Heinrich Bölls (Nicht nur zur Weihnachtszeit und Ansichten eines Clowns) sowie durch Fernsehproduktionen für das ZDF und den Bayerischen Rundfunk auch in Deutschland bekannt.
Für den Film Alle guten Landsleute, in dem er die Zwangskollektivierung der Landwirtschaft in der Tschechoslowakei nach dem Zweiten Weltkrieg darstellt, wurde Jasný 1969 bei den Internationalen Filmfestspielen von Cannes mit dem Regiepreis ausgezeichnet.
Jasný starb im November 2019, zwei Wochen vor seinem 94. Geburtstag.

## Filmografie
- 1954: Dnes večer všechno skončí (Heute Abend geht alles zu Ende) – mit Karel Kachyňa, ČSR
- 1957: Zářijové noci (Septembernächte), ČSR
- 1958: Touha (Sehnsucht), ČSR
- 1960: Přežil jsem svou smrt (Ich überlebte meinen Tod), ČSSR, Drama,
- 1963: Až přijde kocour (Nachts, wenn der Kater kommt), ČSSR, Fantasyfilm,
- 1966: Dýmky (Pfeifen, Betten, Turteltauben), ČSSR / Österreich, Komödie, Literaturverfilmung
- 1967: Maminka, BR Deutschland, ZDF
- 1968: Všichni dobří rodáci (Alle guten Landsleute), ČSSR, Drama, kritische Auseinandersetzung mit der Zwangskollektivierung in der Landwirtschaft seines Heimatlandes
- 1969: Česká rapsodie (Tschechische Rhapsodie), Länge: 20 Minuten
- 1970: Nicht nur zur Weihnachtszeit, BR Deutschland, ZDF, Literaturverfilmung einer Satire Heinrich Bölls
- 1972: Der Leuchtturm, BR Deutschland/Österreich, ZDF/ORF
- 1972. Nasrin oder Die Kunst zu träumen, BR Deutschland, SWF
- 1973: Separatfrieden, BR Deutschland, ZDF
- 1973: Traumtänzer, BR Deutschland, SDR
- 1974: Frühlingsfluten, BR Deutschland/Österreich, SWF/ORF, nach einer Novelle von Iwan Turgenjew
- 1974: Der Kulterer, BR Deutschland/Österreich, ZDF/ORF, – Filmerzählung nach dem Werk Der Kulterer von Thomas Bernhard
- 1975: Leben des schizophrenen Dichters Alexander M., BR Deutschland, ZDF, 1975, Vorlage zu März – ein Künstlerleben von Heinar Kipphardt
- 1975: Des Pudels Kern, BR Deutschland, ZDF
- 1975: Fluchtversuch, Spielfilm
- 1975: Ansichten eines Clowns, BR Deutschland, Drama, Verfilmung des gleichnamigen Buchs von Heinrich Böll
- 1976: Bäume, Vögel und Menschen, BR Deutschland, ZDF
- 1976: Ernst Fuchs, Künstlerportrait
- 1977: Mein seliger Onkel, Österreich, ORF
- 1977: Die Rückkehr des alten Herrn, Österreich, ORF
- 1977: Fairy, BR Deutschland, ZDF
- 1977: Die Freiheiten der Langeweile. BR Deutschland, ZDF
- 1979: Die Stühle des Herrn Szmil, BR Deutschland, BR
- 1979: Die Nacht, in der der Chef geschlachtet wurde, BR Deutschland, ZDF
- 1980: Ehe der Hahn kräht, BR Deutschland, ZDF
- 1980: Die Einfälle der heiligen Klara, BR Deutschland, ZDF, nach der Vorlage von Pavel Kohout
- 1982: Wir, BR Deutschland, ZDF
- 1983: Es gibt noch Haselnußsträucher, Fernsehfilm
- 1983: Das Fräulein, BR Deutschland, BR
- 1984: Bis später – ich muss mich erschießen, BR Deutschland, ZDF, nach der Komödie 'Der Selbstmörder' von Nikolai Robertowitsch Erdman, sozialkritische Groteske über einen Lebensmüden
- 1984: Der blinde Richter, Fernsehserie
- 1985: Unternehmen Erdnußbutter, Kanada, Kinderfilm – nur Drehbuch
- 1986: Im großen Land der kleinen Leute, Kanada, Kinderfilm
- 1991: Why Havel? – Dokumentation
- 1999: Rückkehr des verlorenen Paradieses